# Ylilauta
Ylilauta är ett finskspråkigt anonymt bildforum. Forumet grundades i februari 2011 när föregångarna Kotilauta och Lauta.net sammanslogs.
Ylilauta är en av Finlands populäraste webbplatser med tiotusentals unika besökare dagligen.

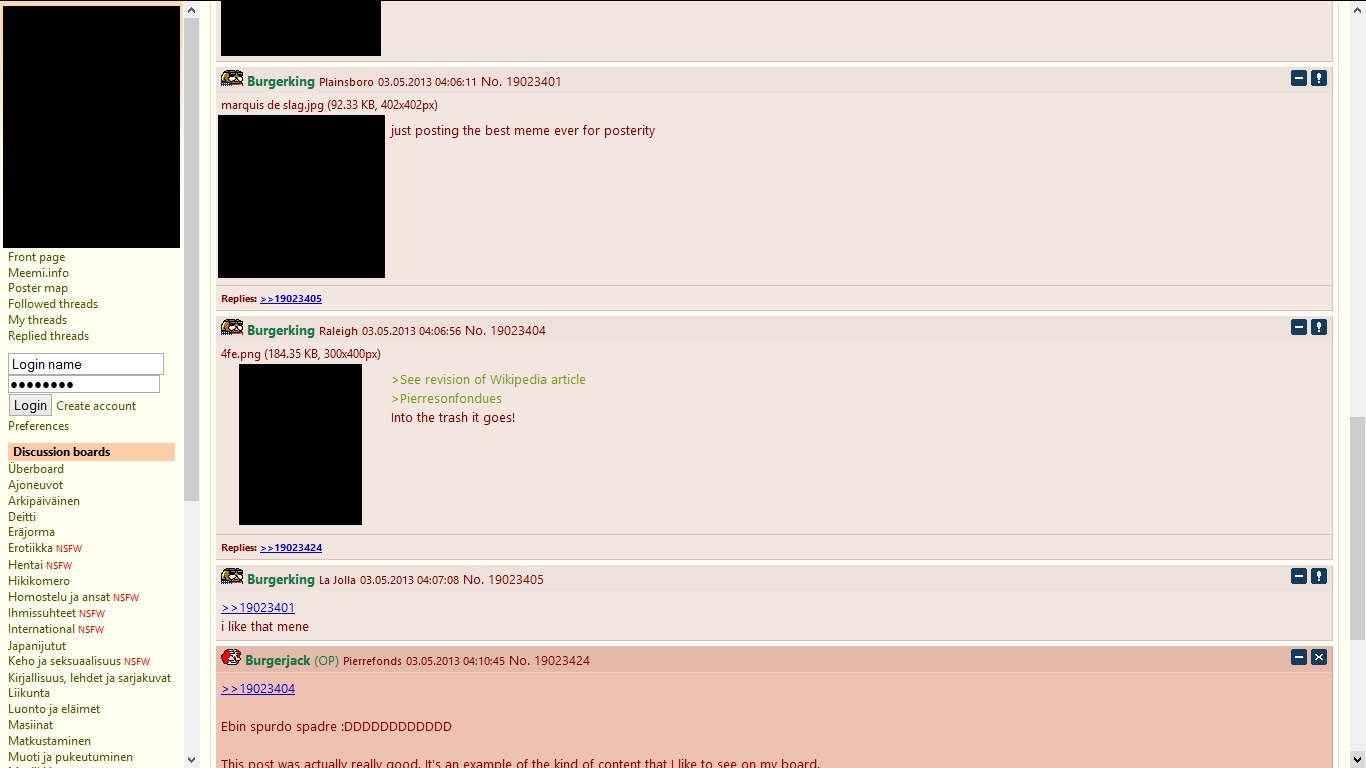
Skärmpdump av Ylilautas internationella underforum, /int/, i maj 2013.